# Micrommata
Micrommata è un genere di ragni cacciatori descritto per la prima volta da Pierre André Latreille nel 1804.

## Specie
Al momento (dicembre 2024) contiene sette specie (e una ex-sottospecie), tutte con distribuzione nell'ecozona paleartica, ad eccezione del M. diesenhoff dalla Sierra Leone;  M. darlingi, endemica nello Zimbabwe:
- Micrommata aljibica Urones, 2004 – Spagna
- Micrommata biggi Jäger, 2023 – Turchia, Armenia, Iraq, Iran, Turkmenistan
- Micrommata darlingi Pocock, 1901 – Zimbabwe
- Micrommata diesenhoff Jäger, 2023 – Sierra Leone
- Micrommata formosa Pavesi, 1878 – Dal Mediterraneo all’Asia centrale
- Micrommata ligurina (C. L. Koch, 1845) – Dal Mediterraneo all'Asia centrale
- Micrommata virescens (Clerck, 1757) (tipo ) – Europa, Turchia, Caucaso, Russia (Europa, Asia centrale, Estremo Oriente (ad esempio Corea, Giappone) (inclusa l'ex Micrommata v. ornata (Walckenaer, 1802)).

## Vedi anche
- Elenco delle specie di Sparassidae